# Nápoly–Portici-vasútvonal

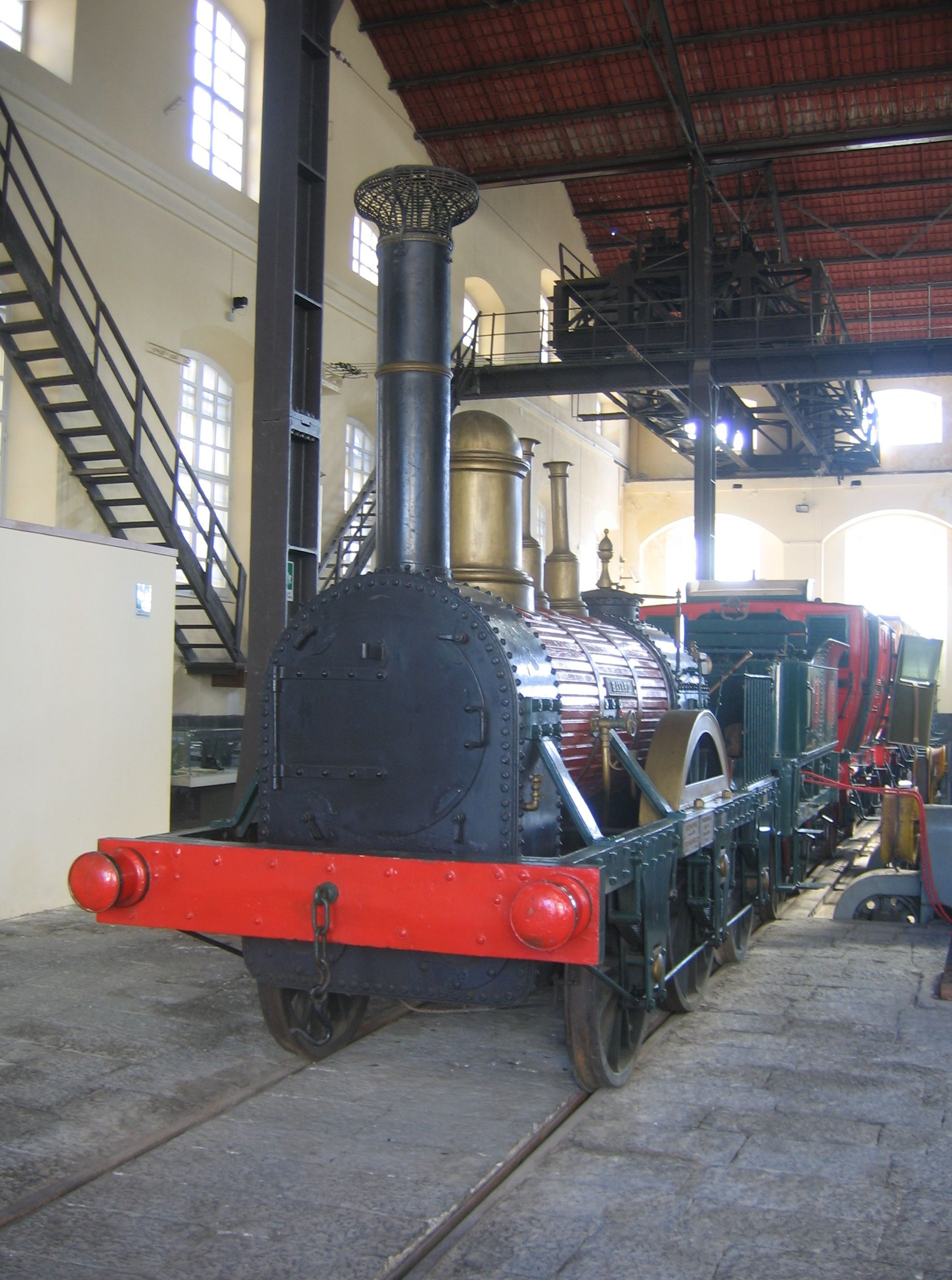
A vasútvonal első gőzmozdonyának replikája a Pietrarsa vasúttörténeti múzeumban

A Nápoly–Portici-vasútvonal egy normál nyomtávolságú, kétvágányú, 7,6 km hosszúságú villamosított vasútvonal Olaszországban, ma része a Nápoly–Salerno-vasútvonalnak.
Ez a vonal volt Olaszország első vasútvonala, mely Nápolyt kötötte össze a királyi palotával. 1839-ben nyitotta meg II. Ferdinánd nápoly–szicíliai király.